# Paul Massey
Paul Mackintosh Orgill Massey (12. marts 1926 - 21. oktober 2009) var en engelsk roer.
Massey var en del af den britiske otter, der vandt en sølvmedalje ved OL 1948 på hjemmebane i London. Briterne sikrede sig sølvmedaljen efter en finale, hvor de kun blev besejret af USA. Norge sikrede sig bronzemedaljerne. Besætningen i Storbritanniens båd blev desuden udgjort af Christopher Barton, Michael Lapage, Guy Richardson, Paul Bircher, Brian Lloyd, John Meyrick, Alfred Mellows og styrmand Jack Dearlove. Han deltog også ved OL 1952 i Helsinki, som del af den britiske firer med styrmand.
Massey var, ligesom de øvrige roere i briternes 1948-otter, studerende ved University of Cambridge. I 1949 og 1950 var han med i båden der besejrede Oxford University i det traditionelle Boat Race på Themsen.

## OL-medaljer
- 1948:  Sølv i otter